# ريان تاكر
ريان تاكر (بالإنجليزية: Ryan Tucker)‏ هو لاعب كرة قاعدة أمريكي، ولد في 6 ديسمبر 1986 في بربانك في الولايات المتحدة.

## وصلات خارجية
- ريان تاكر على موقع دوري كرة القاعدة الرئيسي (الإنجليزية)
- ريان تاكر على موقعبيزبول رفرنس.كوم (الدوري الرئيسي) (الإنجليزية)
- ريان تاكر على موقعبيزبول رفرنس.كوم (الدوري الثانوي) (الإنجليزية)
- ريان تاكر على موقع إي إس بي إن.كوم (أم.أل.بي) (الإنجليزية)
- ريان تاكر على موقع مشجعي الرسوم البيانية (الإنجليزية)